# Латинские награды
Латинские награды — словосочетания на латыни, обозначающие уровень отличия при получении квалификации или учёной степени. Правила присуждения различаются по странам, наиболее универсальной наградой является лат. summa cum laude («с максимальным в принятой системе оценивания отличием»). В России и СССР подобные награды не используются.  

## Классификация
Выделяются следующие типы латинских наград (в порядке увеличения отличия):
- лат. cum laude (кум ла́уде, с почётом);
- лат. magna cum laude (ма́гна кум ла́уде, с большим почётом);
- лат. insigni cum laude (инси́гни кум ла́уде, с заметным почётом);
- лат. maxima cum laude (ма́ксима кум ла́уде, с максимальным почётом);
- лат. summa cum laude (су́мма кум ла́уде, с наибольшим почётом);
- лат. egregia cum laude или лат. eximia cum laude (эгре́гиа/экси́миа кум ла́уде, с исключительным почётом).

Обычный, не отмеченный никакой степенью почёта, уровень иногда называется «rite» (удовлетворительно), а неудовлетворительный — «sub omni canone» (ниже всех стандартов). Уровень отличия часто указывается прямо в дипломе. Как правило, учебное заведение имеет чёткие правила для данных наград, зафиксированные в уставе. Латинские награды были введены в 1881 году в Англии, а позже распространились и в США и в других странах, причём правила могут существенно отличаться. Например, в Германии «кум лауде» — это весьма скромная оценка 2.0, примерно соответствующая советской четвёрке, «магна» — это 1.0 (советская пятёрка), а «сумма» — ещё меньше цифра при германской оценке (официальная советская «пятёрка с плюсом»). В Финляндии распространённых почётных уровней целых шесть: lubenter approbatur (принято с удовольствием), non sine laude approbatur (принято не без почёта), cum laude approbatur (принято с почётом), magna cum laude approbatur (принято с большим почётом), eximia cum laude approbatur (принято с исключительным почётом) и laudatur (восхвалено), причём получают даже высокие степени наград довольно много выпускников (например, 33 % магистров получают «кум лауде», 5 % выпускников техникумов — «лауда́тур»). В Нидерландах при защите диссертации доктора философии есть только обычный «кум лауде», который выдаётся крайне редко в исключительных обстоятельствах. В Италии «кум лауде» используется только при максимальной оценке как способ отличить «отличника» от «выдающегося отличника», но применимо не только к дипломам, а вообще ко всем экзаменам.
Из-за таких различий в международном общении стараются употреблять «сумма кум лауде», когда это возможно, потому что этот уровень приравнивается к максимально достижимому баллу вне зависимости от прочих правил и самой системы оценок («эгрегиа» — это тоже наилучшая оценка, но при обучении по спецпрограмме).